# Psidium myrtoides
La guayaba cimarrón (Psidium myrtoides) es una especie de árbol de la familia de las mirtáceas

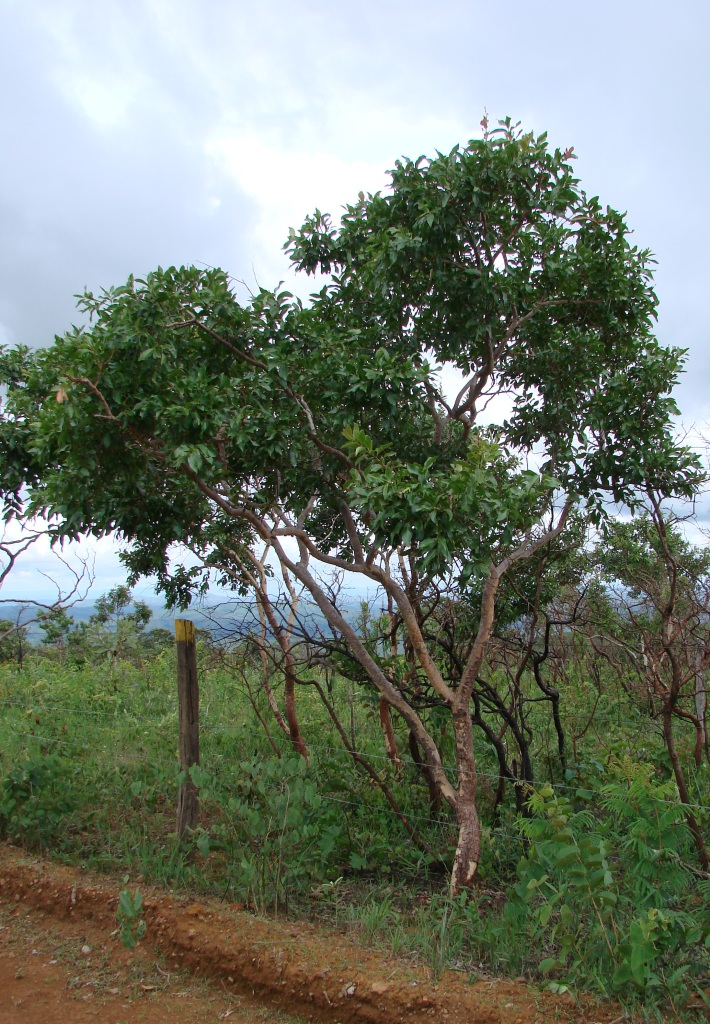
Vista de la planta

## Descripción
Es un árbol que alcanza un tamaño de 4 a 8 m de altura, con corona columnar. Semicaduco, es un árbol xerófito de dispersión discontinua, exclusivo de suelos secos, arcillosos, suelo profundo y fértil. Se desarrolla lentamente. Tiene un tronco recto ligeramente acanalado, de hasta 35 cm de diámetro, corteza delgada casi plana, que se desprende en placas delgadas. Las hojas son simples opuestas, coriáceas, glabras, de hasta 8 cm de largo. Las flores son solitarias, axilares, enfrentadas, de color blanco, formadas a partir de octubre hasta diciembre. Las flores son polinizadas por las abejas.
Frutas: bayas globosas, brillante, con pulpa carnosa y dulce, que contiene una sola semilla. Maduran de mayo a julio. Son muy apreciados por los pájaros, responsables de la dispersión de semillas (zoocoria).

## Distribución
Es originaria de Brasil, donde se distribuye por la Caatinga, el Cerrado y la Mata Atlántica.

## Taxonomía
Psidium myrtoides  fue descrita por Otto Karl Berg y publicado en Flora Brasiliensis 14(1): 384. 1857.
Etimología
Ver: Psidium
myrtoides: epíteto latíno que significa "similar a Myrtus,
Sinonimia
- Guajava myrsinoides (O.Berg) Kuntze
- Guajava myrtoides (O.Berg) Kuntze
- Psidium myrsinoides O.Berg[3]